# Berta Zahourek
Berta Zahourek, née le 3 janvier 1896 à Vienne et morte le 14 juin 1967, est une nageuse autrichienne.
Elle participe aux épreuves de natation aux Jeux olympiques d'été de 1912 à Stockholm ; elle est médaillée de bronze du relais 4x100 mètres nage libre et est éliminée en séries du 100 mètres nage libre.